# Калиново (Луганская область)
Калиново (укр. Калинове) — посёлок, относится к Попаснянскому району Луганской области Украины.
Центр поселкового совета (ранее относился к Лисичанскому району).

## Географическое положение
Расположен на реке Лугани, в черте посёлка в Лугань впадают два её правых притока — Санжаровка и Ломоватка.
К западу от посёлка проходит линия разграничения сил в Донбассе (см. Второе минское соглашение). На юго-западе (выше по течению Лугани), на территории, подконтрольной правительству Украины, находится посёлок Троицкое. Соседние населённые пункты: сёла Новоалександровка на северо-западе, Калиново-Борщеватое и города Первомайск (ниже по течению Лугани) на севере, Ирмино на северо-востоке, Стаханов на востоке, Алмазная на юго-востоке, посёлок Анновка (выше по течению Ломоватки) на юге, село Веселогоровка (выше по течению Санжаровки) на юго-юго-западе.

## История
В окрестностях поселка найдены меднорудные шахты эпохи меди- бронзы. Также здесь есть кочевнические курганы и каменные бабы (10—11 веков н. э.).
История села Калиново (Луганская область) связана с заселением Донбасса казаками. В XVII—XVIII веках донские и запорожские казаки начали активно осваивать земли Дикого поля, создавая поселения вдоль рек Северский Донец, Айдар и их притоков. Калиново, вероятно, возникло как одно из таких поселений или было частью региона, который заселяли казаки. Такие слободы часто служили укреплениями и пунктами охраны границ, а позднее превращались в более стабильные населённые пункты.
Многие из поселений в этом регионе возникали на основе зимовников и пикетов, созданных казаками для защиты от крымских татар и мусульманских соседей. Помимо этого, Калиново находилось в зоне активного переселения украинских крестьян и казаков, которым предоставлялись земли под сельское хозяйство и для укрепления приграничных территорий Российской империи.
В ходе этого — в середине XVIII в. здесь размещалась 13-я рота Бахмутского гусарского полка, отсюда и первое название села. Это видно и на карте 1860 года, где в названии села видна приставка «13 рота». Поселение было довольно крупное для своих лет. Есть церковь, точной даты постройки церкви нет, но церковь обозначена на карте 1860 года. Такие постройки обычно возводились за несколько десятилетий до фиксации на картах, что позволяет предположить её строительство в первой половине XIX века или даже ранее.
Во время революции 1917—1922 годов в Калиново, как и в других частях Луганской области, происходили значительные изменения. В селе была установлена советская власть в ноябре 1917 года, что стало частью общей волны революционных преобразований в регионе.
Против большевистской власти на севере Луганщины возникло массовое вооружённое сопротивление, в которое вошли преимущественно крестьянско-анархистские формирования. В период 1918—1921 годов оно охватило многие районы, а часть отрядов действовала под командованием вооружённых сил УНР. Сопротивление продолжалось, хотя и с перерывами, вплоть до 1931 года.
Во время немецко-фашистской оккупации Калиново стало местом активного сопротивления. В 1942 году здесь действовала подпольная молодёжная организация, возглавляемая комсомолкой П. И. Коваленко. Молодые подпольщики распространяли антифашистскую литературу, собирали разведывательные данные и помогали партизанам. Однако их деятельность была раскрыта, и 10 участников движения были арестованы и расстреляны оккупантами. Этот героический эпизод стал символом мужества и несгибаемости жителей Калиново в борьбе против захватчиков.
В январе 1989 года численность населения составляла 4646 человек.
В июле 1995 года Кабинет министров Украины утвердил решение о приватизации находившегося здесь совхоза «Россия».
По состоянию на 1 января 2013 года численность населения составляла 3096 человек.
С весны 2014 года — в составе Луганской Народной Республики.
Подчинен Первомайскому горсовету ЛНР.

## Транспорт
Находится в 4-х км от станции Теплогорск (г. Ирмино) и в 10 км от станции Стаханов (г. Алмазная).
Автобусное сообщение с городами Стаханов и Первомайск.

## Местный совет
93350, Луганская обл., Попаснянский р-н, пгт. Калиново, ул. Ленина, 8 а

## Известные уроженцы
- Горбань Николай Алексеевич (1918—1992) — полный кавалер Ордена Славы, участник Великой Отечественной войны, помощник командира пулемётного взвода 172-го гвардейского стрелкового полка. Родился 6 января.
- Поляков, Алексей Иванович (род. 1943) ― советский художник-пейзажист, народный художник Украины.